# إلين أورفليان
ألين أورلفيان هي عارضة أزياء ومغنية، و ممثلة لبنانية. ألين هي مغنية في فرقة فور كاتس منذ 2005 و2008 ثم 2011 حتى الآن. وهي ممثلة مثلت في فيلم أسد وأربع قطط مع باقي عضوات فرقة فور كاتس عام 2007، و مسلسل الدنيا هيك الذي عرض في شهر رمضان 2010.

## ألبومات مع فرقة فور كاتس
منذ التحاقها بفرقة فور كاتس عام 2005 أصدرت الفرقة ألبومان:
| السنة | اسم الألبوم | مرجع  |
| ----- | ----------- | ----- |
| 2005  | الدنيا هيك  | [ 3 ] |
| 2007  | ولعت كتير   | [ 3 ] |

## السيرة السينمائية
| السنة | الفيلم           | ملاحظات |
| ----- | ---------------- | --- |
| 2007  | أسد وأربع قطط    | مثلت دور نفسها مع باقي عضوات فور كاتس باستثناء داليدا التي كانت حامل والتي تم استبدالها بإليانا أبي ضاهر وقد شاركهم البطولة هاني رمزي |
| 2010  | مسلسل الدنيا هيك | [ 1 ] |

## مقولات
بعد أن تركت الفرقة عام 2008، عادت إليها عام 2011 وقالت لصحيفة السياسة الكويتية
| إلين أورفليان | ليقولوا ما يقولون, فلن تنهار "فور كاتس" مهما حدث | إلين أورفليان |